# Cessna 175 Skylark
Cessna 175 Skylark är ett högvingat, enmotorigt flygplan från Cessna i helmetallkonstruktion med plats för fyra personer inklusive pilot. Maskinen producerades mellan 1958 och 1962.